# Petarukan (onderdistrict)
Petarukan is een onderdistrict (kecamatan) in het regentschap Pemalang in de Indonesische provincie Midden-Java op Java, Indonesië.

## Verdere onderverdeling
Het onderdistrict Petarukan is anno 2021 verdeeld in 20 kelurahan, plaatsen en dorpen:
| Plaats code | Naam kelurahan en dorpen |
| ----------- | ------------------------ |
| 014         | Bulu                     |
| 006         | Iser                     |
| 009         | Kalirandu                |
| 003         | Karangasem               |
| 019         | Kendaldoyong             |
| 020         | Kendalrejo               |
| 001         | Kendalsari               |
| 018         | Klareyan                 |
| 016         | Loning                   |
| 017         | Nyamplung Sari           |
| 011         | Panjunan                 |
| 013         | Pegundan                 |
| 010         | Pesucen                  |
| 004         | Petanjungan              |
| 008         | Petarukan                |
| 007         | Serang                   |
| 005         | Sirangkang               |
| 015         | Tegalmlati               |
| 012         | Temuireng                |
| 002         | Widodaren                |